# Ли, Паскаль
Паскаль Ли (фр. Pascal Lee; род. 1964, Гонконг) — учёный-планетолог, занимается исследованиями астероидов и ударных кратеров, Марса и, в частности, историей воды на нём.
Доктор философии.
Старший учёный Института SETI, соучредитель и глава Института Марса, директор проекта Хафтон—Марс в Исследовательском центре Эймса НАСА, советник НАСА.

## Биография
Родился в семье китайца и француженки, в восьмилетнем возрасте был отправлен в интернат во Францию, прожил в этой стране 15 лет.
Вспоминал, что большое влияние на выбор им жизненного пути оказала книга «Космическая связь» Карла Сагана.
Окончил Парижский университет (магистр геологии и геофизики).
Степень доктора философии по астрономии и планетарным наукам получил в Корнеллском университете, учился у профессора Джозефа Веверки, был там последним помощником Карла Сагана. Являлся постдоком в Исследовательском центре Эймса НАСА и с того времени проживает в Калифорнии, ныне в Санта-Кларе.
В 1997 году инициировал проект Хафтон—Марс, директором которого в настоящее время является в Исследовательском центре Эймса, основатель исследовательской станции этого проекта на острове Девон.
Проводил полевые исследования в полярных регионах, в Арктике (где в своё время отслужил 402 дня на национальной французской службе, которые, как вспоминал он сам, навсегда изменили его жизнь на до и после) и Антарктике, являлся главным геофизиком на антарктической станции Дюмон-д’Юрвиль во время зимовки 1988 года.
Предложил свою модель раннего Марса (Cold Early Mars), отличную от общепринятой.
Увлекается полётами и рисованием, сертифицированный FAA пилот вертолёта и лётный инструктор.
Член Международной ассоциации астрономических художников.
Среди рекомендуемых им книг — «Sky Walking: An Astronaut’s Memoir» Томаса Дейвида Джоунса.
Автор более ста научных публикаций. Автор детской нон-фикшн книги «MISSION: MARS» (издательства Scholastic).
Награды и отличия
- Медаль «За службу в Антарктике»
- Space Frontier Foundation «Vision to Reality» Award
- NASA Group Achievement Award[англ.]
- AAAS/Subaru Children’s Science Book Prize (2015) — за книгу «MISSION: MARS»
- Carl Sagan Prize for Science Popularization[англ.] (2023)[3]